# Mustapha Ben Debbagh
Mustapha Ben Debbagh, né le 5 septembre 1906 à la Casbah d'Alger où il est décédé le 23 janvier 2006, est un enlumineur algérien.

## Biographie
Issu d'une famille d'artisans (son père était ciseleur), Mustapha Ben Debbagh révèle des dons précoces pour le dessin et s'inscrit à l'école des beaux-arts de la rue d'Orléans en section céramique auprès des professeurs Langlois et Ernest Soupireau.
En 1926, il s'installe à titre privé, créant un atelier de sculpture et de décoration sur cuivre, et va fonder l'association nord-africaine des arts artisanaux dans le but de protéger les arts traditionnels et l'héritage arabo-islamique.
Membre en 1941 de l'association des artistes algériens et orientalistes, il devient en 1943, succédant à Mohamed Kechkoul, enseignant de décoration et d'arts appliqués à l'École des Beaux-Arts d'Alger  qu'il ne quittera qu'à l'âge de la retraite en 1982.
Ben Debbagh participe à plusieurs expositions et manifestations artistiques, à Marseille en 1922, Newcastle en 1929, Chicago en 1933, à l'exposition des arts indigènes à Alger en 1937 et au premier salon de l'Union Nationale des Arts Plastiques (UNAP) à Alger en 1964.

## Musées
- Alger:
  - Musée national des beaux-arts d'Alger
  - Musée national des antiquités et des arts islamiques